# Ahmad Yasser
Ahmad Yasser (17 de mayo de 1994) es un futbolista catarí con nacionalidad egipcia. Juega de defensa y su equipo actual es el Al-Duhail SC de la Liga de fútbol de Catar.

## Trayectoria
Es un defensa central formado en la Aspire Academy de su país. Tras jugar varias temporadas en el Al-Duhail SC, en julio de 2017 llega al fútbol español para jugar en las filas de la Cultural y Deportiva Leonesa de la Segunda división, gracias al acuerdo de ASPIRE Academy con el club leonés para formar jugadores cataríes que sean seleccionables para el Mundial de 2020 que se disputa en aquel país.
Fue el primer futbolista catarí en marcar un gol en España
El central zurdo ha defendido la camiseta de Catar en más de 30 ocasiones.

## Clubes
| Club                      | País   | Año         |
| ------------------------- | ------ | ----------- |
| Al-Duhail SC              | Catar  | 2011 - Act. |
| Cultural Leonesa (Cedido) | España | 2017 - 2018 |
| Al-Rayyan (Cedido)        | Catar  | 2018        |
| Vissel Kobe (Cedido)      | Japón  | 2018 - 2019 |

## Palmarés

### Distinciones individuales
- Mejor central del Golfo Pérsico:2016